# Bulz (gastronomie)

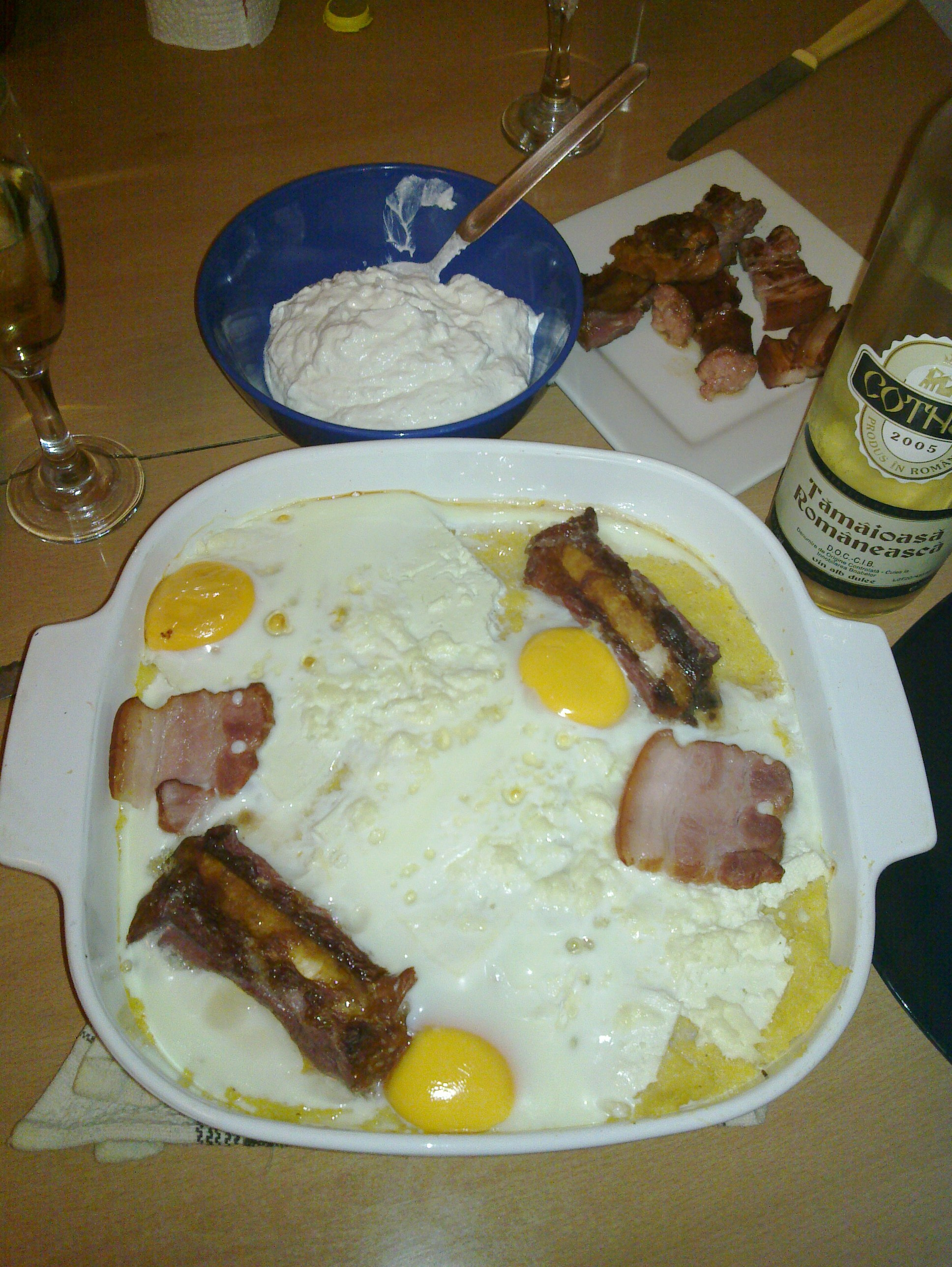
Plat de bulz avec œufs et saucisses.

Le bulz, appelé aussi urs de mămăligă, est un plat roumain et moldave composé de mămăligă et de fromage, le tout grillé au four. Le bulz se déguste généralement accompagné de smântână.

## Histoire
En juin 2010, la commune de Covasna a établi le record du plus grand bulz fait de mămăligă, d'une longueur de 50 mètres, qui a été homologué par les représentants du Livre Guinness des records.